# イ・ジョンソク (1989年生の俳優)
イ・ジョンソク（朝: 이종석、1989年9月14日 - ）は、韓国の俳優・モデル。

## 人物
1989年9月14日に京畿道水原市で生まれる。身長は186cm、体重は65kg。血液型はA型。

## 来歴

### デビュー前 - 2012年
2005年、15歳でソウルコレクションの最年少男性モデルとしてデビュー。過去にSMエンタテインメントの練習生だったことがありアイドルグループのメンバーとしてデビューする予定もあったが辞退。2010年3月、SBS『検事プリンセス』で俳優デビュー。捜査官のイ・ウヒョン役を演じた。同年、SBS『シークレット・ガーデン』でサン (ハン・テソン役)を演じ、多くの注目を集めた。2011年、MBC『ハイキック3 -短足の逆襲-』でアン・ジョンソク役を演じ、劇中でジョンソクが可愛い子ぶって愛嬌を振りまく「プインプイン (뿌잉뿌잉)」という言葉と仕草が韓国内で大流行した。2012年5月に公開された映画『ハナ～奇跡の46日間～』では北朝鮮の卓球選手チェ・ギョンソプ役を演じた。6月から12月までの約6か月間、SBS『人気歌謡』でIUとともにMCを担当。8月に公開された映画『R2B:リターン・トゥ・ベース』では空軍戦闘機パイロットのチ・ソクヒョン役を演じた。12月、KBS『ゆれながら咲く花（原題：学校2013）』でコ・ナムスン役を演じた。

### 2013年 - 2016年

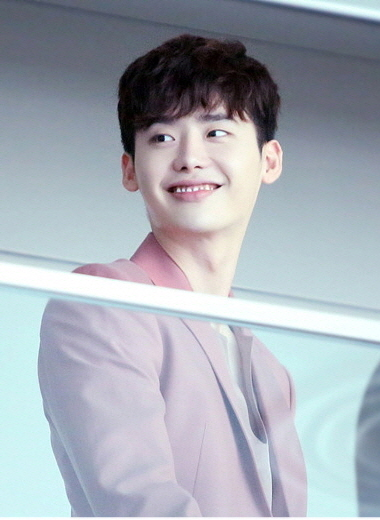

2013年6月、SBS『君の声が聞こえる』で人の心を読むことができるパク・スハ役を演じた。韓国で最高視聴率24.1％を記録するなど人気作となった。9月に公開された映画『観相師 -かんそうし-』ではジンヒョン役を、10月に公開された映画『君に泳げ！』では水泳の韓国代表有望選手として活躍するチョン・ウサン役を演じた。年末のSBS演技大賞では『君の声が聞こえる』で男性優秀演技賞と10大スター賞を受賞した。2014年5月、SBS『ドクター異邦人』ではパク・フン役を、11月、SBS『ピノキオ』ではチェ・ダルポ／キ・ハミョン役を演じた。これらの作品はイ・ジョンソクの俳優としての地位を確立させた。marie ciaireのインタビューで「休まず続けた作品活動でしばらくスランプも経験したが、ドラマ『ピノキオ』を通じて癒されながら再び演技に邁進する力を得ることができた」と明かした。2015年3月31日にデビュー5周年を迎え、自身のInstagramに「ありがとう！愛してるよ！」というメッセージと共に写真を掲載した。同年9月に27回目の誕生日を迎え、ソウルで「2015 LEE JONG SUK Birthday Party～With You～」を開催してファンと特別な時間を過ごした。12月31日、所属事務所ウェルメイドイェダンとの契約が満了となった。2016年2月、建国大学映画学科を卒業。5月にYGエンターテインメントと専属契約を締結。7月にはMBC『W-君と僕の世界-』でカン・チョル役を演じ、同作品は年末のMBC演技大賞で大賞を受賞した。

### 2017年 - 2018年
2017年8月に公開された映画『V.I.P. 修羅の獣たち』でキム・グァンイル役を演じ、初めて悪役に挑戦し、サイコパス連続殺人犯という設定であったが、「存在感が凄まじかった」など絶賛する声が上がった。9月にはSBS『あなたが眠っている間に』で検察官のチョン・ジェチャン役を演じた。2018年3月、YGとの契約満了に伴い再契約せず、マネジメント会社A-manを設立。4月、俳優としての力量を高めたいという思いからYNKエンターテインメントとマネジメント契約を締結した。自身が設立したマネジメントA-manとともに、韓国国内外の活動のマネジメント全般を担当する。8月、日本でファンミーティング「2018 LEE JONG SUK FANMEETING- crank up」を開催。9月には韓国でファンミーティング「2018 LEE JONG SUK FANMEETING-PIT A PAT」を開催し、「幸せで熾烈だった8年を過ごし、これからまた、超えなければならない山と渡らなければならない川の前に立っていますが、皆さんが一緒にいるので不安はありません。本当にたくさんの時間をプレゼントしてくださってありがとうございます」と述べた。11月、SBS TVシネマ『死の賛美』で韓国の天才劇作家のキム・ウジン役を演じた。パク・スジン監督の作品であり、前作『あなたが眠っている間に』に続いてキャスティングされた。またノーギャラで出演したことは、単幕劇を活性化させることに対する大衆の関心を引き出し『死の讃美』の意味を倍増させた。

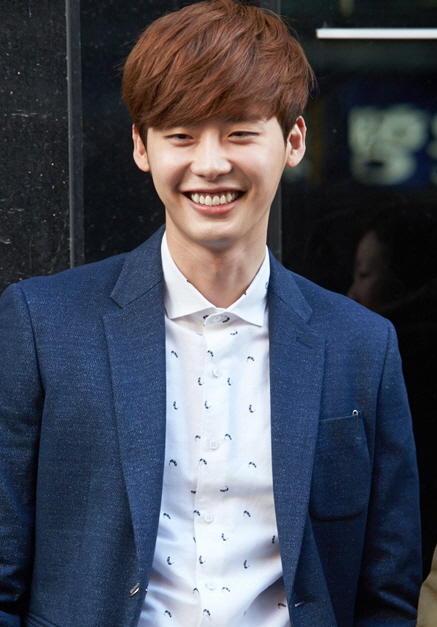

### 2019年 - 2020年
2019年1月、tvN『ロマンスは別冊付録』でチャ・ウノ役を演じた。2月に入隊を発表。中学生の頃に事故に遭い十字靭帯が破裂した影響で身体検査で4級補充役の判定を受け、3月8日より社会服務要員として代替服務を開始。2021年1月2日に除隊。
代替服務中の2020年3月31日、自身のInstagramで「元気に過ごしていますか？ 今日も綺麗な心を嬉しく頂きました。いつもありがとうございます」と約1年ぶりにファンに挨拶した。また召集解除後、正式復帰する予定だと伝え映画『魔女2』に特別出演することが決まった。

### 2021年
1月2日、社会服務要員の召集解除となった。

### 2022年
2022年SBSドラマ『ビッグマウス』の主演、勝率10％の生計型弁護士パク・チャンホ役を演じる。

## ディスコグラフィ

### オリジナルサウンドトラック
| アルバム名                                                   | 曲名                        | 参考   |
| ------------------------------------------------------------ | --------------------------- | ------ |
| SBS《あなたが眠っている間に》O.S.T Part.9 （2017年10月26日） | 내게 와 (Come To Me)        | [ 36 ] |
| SBS《あなたが眠っている間に》O.S.T Part.12 （2017年11月8日） | 그대는 알까요 (Do You Know) |        |

## 出演

### ドラマ
- 検事プリンセス（2010年、SBS） - イ・ウヒョン役
- シークレット・ガーデン（2010年 - 2011年、SBS） - サン（ハン・テソン）役
- ハイキック3 -短足の逆襲-（2011年 - 2012年、MBC） - アン・ジョンソク役[37]
- 私が一番きれいだったとき (原題：내가 가장 예뻤을때)（2012年、KBS） - ジョンヒョク役[38]
- ゆれながら咲く花 (原題：학교2013/学校2013)（2012年 - 2013年、KBS） - コ・ナムスン役[39]
- 君の声が聞こえる（2013年、SBS） - パク・スハ役[40]
- じゃがいも星（2013年 - 2014年、tvN） - カメオ出演[41]
- ドクター異邦人（2014年、SBS） - 主演：パク・フン役[42]
- ピノキオ（2014年 - 2015年、SBS） - 主演：チェ・ダルポ / キ・ハミョン役[43]
- W-君と僕の世界-（2016年、MBC） - 主演：カン・チョル役[44]
- 恋するシャイニング★スター〜気になる彼は星いくつ!?〜（2016年、WEB） - ソン・テギ役[45]
- 翡翠恋人/비취연인（原題）（2016年、韓中合作）[46]
- 恋のゴールドメダル～僕が恋したキム・ボクジュ～（2016年 - 2017年、MBC） - ジョンソク役（第2話にカメオ出演）[47]
- ファーストキスだけ7回目（2016年、WEB）- トップスター[48]
- あなたが眠っている間に（2017年、SBS） -  主演：チョン・ジェチャン役[49]
- 死の賛美(原題：사의 찬미)（2018年、SBS） - 出演：キム・ウジン役[50]
- ロマンスは別冊付録（2019年、tvN） - 主演：チャ・ウノ役[51]
- ビッグマウス（2022年、MBC）- 主演：パク・チャンホ役[52]

### 映画
- 鬼（2009年） - ペク・ヒョンウク役
- R2B:リターン・トゥ・ベース（2012年）チ・ソクヒョン役[53]
- ハナ 〜奇跡の46日間〜（2012年） - チェ・ギョンソプ役[54]
- 観相師 -かんそうし-（2013年） - ジンヒョン役[55]
- 君に泳げ!（朝鮮語版）(原題：노브레싱 ノーブレッシング)（2013年） - チョン・ウサン役[56]
- 僕らの青春白書（朝鮮語版） (原題：피끓는 청춘 血沸く青春)（2014年） - ジュンギル役[57]
- V.I.P. 修羅の獣たち（朝鮮語版）（2017年） - キム・グァンイル役[58]
- THE WITCH/魔女 -増殖-　마녀(魔女) Part2. The Other One（2022年） - チャン役（特別出演）
- デシベル（朝鮮語版）（2022年）
- プロット 殺人設計者（朝鮮語版）（2024年） - 相棒役（特別出演）[59]

### テレビ番組
- SBS人気歌謡（2012年、SBS） - MC (with IU)[60]
- 三食ごはん（2017年、tvN）- ゲスト出演[61]

### ミュージックビデオ
- 2NE1 - I Don't care（2009年）
- CHI CHI（朝鮮語版） - Don't play around（2011年）
- チョン・ニコル - Lost（2012年）日本語版、朝鮮語版
- Davichi - 受ける愛が、あげる愛に（2016年）[62]

### 広告・CM
- 2012 Jambangee[63]
- 2013 Trugen (with キム・ウビン ）[64]
- 2013 Jambangee (with パク・シネ ）[65]
- 2013 cass beer (with キム・ウビン)[66]
- 2013 COFFEE&BIATTI[67]
- 2013 ASICS (with ハ・ジウォン ）[68]
- 2013 化粧品 SKINFOOD（with ハ・ヨンス）[69]
- 2014 化粧品 スキンフード[70]
- 2014 MilkCow Ice Cream (with コ・ジュニ ）[71]
- 2014 Semir（中国）[72]
- 2014 新羅免税店 [73]
- 2014 オークリー [74]
- 2014 Lock & Lock（中国）[75]
- 2015 化粧品 スキンフード（with キム・ユジョン）[76]
- 2015 Millet Sport  (with パク・シネ ）[77]
- 2015 MVIO House（韓国・中国）[78]
- 2015 BBQ Chicken (with ペ・スジ ）[79]
- 2015 サンキスト[80]
- 2016 Gong cha [81]
- 2017 ロッテ免税店[82]

## イベント

### 韓国
- 2013年 コスメショップ『SKINFOOD』ファンサイン会[83]
- 2013年 ファッションブランド『jambangee』サイン会[84]
- 2014年 2014 LEE JONG SUK FANMEETING in SEOUL[85]
- 2015年 2015 LEE JONG SUK Birthday Party～With You～[86]
- 2016年 2016 LEE JONG SUK FANMEETING『VARIETY』[87]
- 2017年 LEE JONG SUK PRIVATE STAGE “DREAMLIKE in SEOUL”[88]
- 2018年 2018 LEE JONG SUK FANMEETING-PIT A PAT
- 2022年 RE, JONG SUK[89]

### 日本
- 2012年 初のファンミーティング　[90]
- 2015年 2015 LEE JONG SUK FANMEETING_A Special Day[91]
- 2016年 2016 LEE JONG SUK FANMEETING ‘VARIETY’[92]
- 2017年 LEE JONG SUK FANMEETING “VARIETY”in Japan
- 2017年 2017 LEE JONG SUK PRIVATE STAGE in JAPAN ‘DREAMLIKE'[93]
- 2018年 2018 LEE JONG SUK FANMEETING“Crank Up” in JAPAN[94]

### 中国
- 2014年 2014アジアツアーファンミーティング in shanghai[95]
- 2015年 2015 LEE JONG SUK FANMEETING In GUANGZHOU[96]
- 2015年 2015アジアツアーファンミーティング in shanghai[97]

### 台湾
- 2013年 LEE JONG SUK 1st Fan Meeting 同感 in Taiwan[98]
- 2016年 2016 LEE JONG SUK FANMEETING “VARIETY”[99]

### 香港
- 2013年 ファンサイン会[100]
- 2015年 2015 LEE JONG SUK FANMEETING in Honkong

## 雑誌
| 年度 | 雑誌名                  | 月号                  | 参考    |
| ---- | ----------------------- | --------------------- | ------- |
| 2012 | SURE                    | 9月号                 | [ 101 ] |
| 2012 | CeCi                    | 12月号                | [ 102 ] |
| 2013 | CAMPUS10                | 2月号                 | [ 103 ] |
| 2013 | CeCi                    | 3月号                 | [ 104 ] |
| 2013 | Harper's BAZAAR         | 3月号                 | [ 105 ] |
| 2013 | ＠star1                 | 3月号                 | [ 106 ] |
| 2013 | HIGH CUT                | 108号 （8月15日発売） | [ 107 ] |
| 2013 | Singles                 | 8月号                 | [ 108 ] |
| 2013 | HIGH CUT                | アプリ                | [ 109 ] |
| 2013 | CeCi                    | 10月号                | [ 110 ] |
| 2013 | ＠star1                 | 11月号                | [ 111 ] |
| 2013 | GEEK                    | 12月号                | [ 112 ] |
| 2013 | W KOREA                 | 12月号                | [ 113 ] |
| 2013 | THE STAR                | 12月号                | [ 114 ] |
| 2014 | HIGH CUT                | 117号 （1月2日発売）  | [ 115 ] |
| 2014 | DAZED ＆ CONFUSED KOREA | 4月号                 | [ 116 ] |
| 2014 | marie claire            |                       | [ 117 ] |
| 2014 | CeCi                    | 5月号                 | [ 118 ] |
| 2014 | HIGH CUT                | 125号 （5月1日発売）  | [ 119 ] |
| 2014 | InStyle MEN             | 創刊号                | [ 120 ] |
| 2014 | NYLON                   | 10月号                | [ 121 ] |
| 2014 | GQ                      | 10月号                | [ 122 ] |
| 2014 | Kwave                   | 10月号                | [ 123 ] |
| 2015 | maria claire            | 3月号                 | [ 124 ] |
| 2015 | ESQUIRE                 | 4月号                 | [ 125 ] |
| 2015 | allure korea            | 6月号                 | [ 126 ] |
| 2015 | ＠star1                 | 7月号                 | [ 127 ] |
| 2016 | HIGH CUT                | 166号                 | [ 128 ] |
| 2016 | GQ（台湾版）            | 6月号                 | [ 129 ] |
| 2016 | CeCi（中国版）          | 7月号                 | [ 130 ] |
| 2016 | ARENA                   |                       | [ 131 ] |
| 2016 | W KOREA                 | 8月号                 | [ 132 ] |
| 2016 | HIGH CUT                | 181号 （9月1日発売）  | [ 133 ] |
| 2016 | LOFFICIEL HOMMES        | 10月号                | [ 134 ] |
| 2016 | DAZED＆CONFUSED         | 11月号                | [ 135 ] |
| 2016 | CeCi                    |                       | [ 136 ] |
| 2017 | L'Officiel Hommes       | 4月号                 | [ 137 ] |
| 2017 | HIGH CUT                | 204号 （8月17日発売） | [ 138 ] |
| 2017 | Esquire                 | 11月号                | [ 139 ] |
| 2018 | HIGH CUT                | 213号 （1月3日発売）  | [ 140 ] |
| 2018 | Harper's BAZAAR CHINA   | 2月号                 | [ 141 ] |
| 2018 | ELLE                    | 11月号                | [ 142 ] |
| 2019 | Esquire                 | 2月号                 | [ 143 ] |
| 2019 | HIGH CUT                | 234号 （1月24日発売） | [ 144 ] |
| 2019 | 1st Look                | 3月号                 | [ 145 ] |
| 2019 | ARENA HOMME +           | 4月号                 | [ 146 ] |
| 2021 | Esquire                 | 2月号                 | [ 147 ] |
| 2021 | ARENA HOMME PLUS        | 10月号                | [ 148 ] |

## 賞とノミネート

### 受賞
- 2005年「新韓流スター選抜大会 新人広告モデル部門ネチズン賞」
- 2006年「スマートモデル選抜大会 フォトジェニック賞」
- 2011年「第4回スタイルアイコンアワード SIA'sチョイス賞」
- 2012年「KBS演技大賞 男性新人賞」（『ゆれながら咲く花』）[149]
- 2013年「第6回コリアドラマアワード ベストカップル賞」with イ・ボヨン（『君の声が聞こえる』）[150]
- 2013年「第6回コリアドラマアワード 男性優秀賞」（『君の声が聞こえる』）
- 2013年「第2回大田ドラマフェスティバル ベストカップス賞with イ・ボヨン（『君の声が聞こえる』）[151]
- 2013年「第2回大田ドラマフェスティバル 男性優秀演技賞」（『君の声が聞こえる』、『ゆれながら咲く花』）
- 2013年「第6回スタイルアイコンアワード スタイルアイコン本賞」
- 2013年「第21回大韓民国文化芸能大賞 文化部門韓流大賞（『君の声が聞こえる』）[152]
- 2013年「第21回大韓民国文化芸能大賞 ドラマ部門男性最優秀演技賞」（『君の声が聞こえる』）
- 2013年「SBS演技大賞 10代スター賞（『君の声が聞こえる』）[153]
- 2013年「SBS演技大賞 ミニシリーズ部門男性優秀演技賞（『君の声が聞こえる』）
- 2014年「グリメ賞 最優秀男性演技賞」[154]
- 2014年「第9回アジアモデル賞授賞式 モデルスター賞」
- 2014年「SBS演技大賞 10代スター賞」（『ドクター異邦人』、『ピノキオ』）
- 2014年「SBS演技大賞 ベストカップル賞」with パク・シネ（『ピノキオ』）
- 2014年「SBS演技大賞 特別賞」（『ドクター異邦人』、『ピノキオ』）
- 2015年「第10回Soompiアワード 主演男優賞」[155]
- 2015年「第51回百想芸術大賞 TV部門男性人気賞」
- 2015年「第8回コリアドラマアワード 男性最優秀賞」[156]
- 2015年「大韓民国今年のブランド大賞」[157]
- 2015年「大韓民国大衆文化芸能賞 国務総理表彰」[158]
- 2016年「MBC演技大賞 ベストカップル賞」with ハン・ヒョジュ（『W-君と僕の世界- 』）[159]
- 2016年「MBC演技大賞 ミニシリーズ部門男性最優秀賞」（『W-君と僕の世界-』）
- 2016年「MBC演技大賞 大賞」（『W-君と僕の世界-』）[160]
- 2017年「SBS演技大賞 ベストカップル賞」with ペ・スジ（『あなたが眠っている間に』）[161]
- 2017年「SBS演技大賞 水木ドラマ部門男性最優秀賞（『あなたが眠っている間に』）

### ノミネート
- 2012年「第48回百想芸術大賞 TV部門人気俳優賞」（『ハイキック3 -短足の逆襲-』）
- 2012年「KBS演技大賞 ネチズン賞」（『ゆれながら咲く花』）
- 2013年「第7回Mnet20's Choice Awards 20代のドラマスター賞」
- 2013年「SBS演技大賞 ネチズン人気賞」（『君の声が聞こえる』）
- 2013年「SBS演技大賞 ベストカップル賞」with イ・ボヨン（『君の声が聞こえる』）
- 2014年「第50回百想芸術大賞 TV部門最優秀俳優賞」（『君の声が聞こえる』）
- 2014年「第51回大鐘賞 人気賞」（『僕らの青春白書』）
- 2014年「第9回ソウル国際ドラマアワード 視聴者投票賞」（『君の声が聞こえる』）
- 2014年「第7回コリアドラマアワード 最優秀俳優賞」（『ドクター異邦人』）
- 2014年「第7回スタイルアイコンアワード トップ10スタイルアイコン賞」
- 2014年「SBS演技大賞 特別ドラマ部門最優秀俳優賞」（『ピノキオ』）
- 2014年「SBS演技大賞 ネチズン人気賞」（『ピノキオ』）
- 2016年「第5回APANスターアワード ミニシリーズ部門最優秀俳優賞」（『W-君と僕の世界-』）
- 2016年「第5回APANスターアワード ベストカップル賞」with ハン・ヒョジュ（『W-君と僕の世界-』）
- 2017年「SBS演技大賞 大賞」（『あなたが眠っている間に』）
- 2018年「第6回APANスターアワード ミニシリーズ部門最優秀俳優賞」（『あなたが眠っている間に』）
- 2018年「第6回APANスターアワード K-star賞」（『あなたが眠っている間に』）